# ECHL
ECHL, tidigare East Coast Hockey League, är en amerikansk professionell ishockeyliga som rankas som den tredje högsta, efter National Hockey League (NHL) och American Hockey League (AHL), i den nordamerikanska ishockeysystemet. För säsongen 2023–2024 är samtliga lag i ECHL sekundära farmarlag till medlemsorganisationer i NHL.

## Historik
Ishockeyligan grundades 1988 av Henry Brabham och Bill Coffey. Namnet East Coast Hockey League (ECHL) myntades av John Tortorella, som var ishockeytränare för Brabham-ägda Virginia Lancers. År 2003 upplöstes ishockeyligan West Coast Hockey League (WCHL) och sex ishockeylag anslöt sig till ECHL. ECHL beslutade samtidigt att anta ishockeyligans smeknamn ECHL som det officiella namnet. I oktober 2014 godkände ECHL att sju ishockeylag från det nerlagda Central Hockey League (CHL) fick ansluta sig till ishockeyligan. ECHL utökades då från 21 till 28 ishockeylag.

## Lagen

### Nuvarande
De ishockeylag som spelar i ECHL för säsongen 2024–2025.
| Konferens          | Lag                      | Stad/Stat                             | Anslöt             | NHL                  | AHL                        |                    |                    |
| Eastern Conference | Eastern Conference       | Eastern Conference                    | Eastern Conference | Eastern Conference   | Eastern Conference         | Eastern Conference | Eastern Conference |
| ------------------ | ------------------------ | ------------------------------------- | ------------------ | -------------------- | -------------------------- | ------------------ | ------------------ |
| North              | Adirondack Thunder       | Glens Falls, New York, USA            | 2015               | New Jersey Devils    | Utica Comets               |                    |                    |
| North              | Maine Mariners           | Portland, Maine, USA                  | 2018               | Boston Bruins        | Providence Bruins          |                    |                    |
| North              | Norfolk Admirals         | Norfolk, Virginia, USA                | 2015               | Winnipeg Jets        | Manitoba Moose             |                    |                    |
| North              | Reading Royals           | Reading, Pennsylvania, USA            | 2001               | Philadelphia Flyers  | Lehigh Valley Phantoms     |                    |                    |
| North              | Lions de Trois-Rivières  | Trois-Rivières, Québec, Kanada        | 2021               | Montreal Canadiens   | Rocket de Laval            |                    |                    |
| North              | Wheeling Nailers         | Wheeling, West Virginia, USA          | 1996               | Pittsburgh Penguins  | W-B/Scranton Penguins      |                    |                    |
| North              | Worcester Railers        | Worcester, Massachusetts, USA         | 2017               | New York Islanders   | Bridgeport Islanders       |                    |                    |
| South              | Atlanta Gladiators       | Duluth, Georgia, USA                  | 2015               | Nashville Predators  | Milwaukee Admirals         |                    |                    |
| South              | Florida Everblades       | Estero, Florida, USA                  | 1998               | St. Louis Blues      | Springfield Thunderbirds   |                    |                    |
| South              | Greenville Swamp Rabbits | Greenville, South Carolina, USA       | 2015               | Los Angeles Kings    | Ontario Reign              |                    |                    |
| South              | Jacksonville Icemen      | Jacksonville, Florida, USA            | 2017               | Buffalo Sabres       | Rochester Americans        |                    |                    |
| South              | Orlando Solar Bears      | Orlando, Florida, USA                 | 2012               | Tampa Bay Lightning  | Syracuse Crunch            |                    |                    |
| South              | Savannah Ghost Pirates   | Savannah, Georgia, USA                | 2022               | Florida Panthers     | Charlotte Checkers         |                    |                    |
| South              | South Carolina Stingrays | North Charleston, South Carolina, USA | 1993               | Washington Capitals  | Hershey Bears              |                    |                    |
| Western Conference |                          |                                       |                    |                      |                            |                    |                    |
| Central            | Bloomington Bison        | Bloomington, Illinois, USA            | 2024               | New York Rangers     | Hartford Wolf Pack         |                    |                    |
| Central            | Cincinnati Cyclones      | Cincinnati, Ohio, USA                 | 2001               | Toronto Maple Leafs  | Toronto Marlies            |                    |                    |
| Central            | Fort Wayne Komets        | Fort Wayne, Indiana, USA              | 1990               | Edmonton Oilers      | Bakersfield Condors        |                    |                    |
| Central            | Indy Fuel                | Indianapolis, Indiana, USA            | 2014               | Chicago Blackhawks   | Rockford Icehogs           |                    |                    |
| Central            | Iowa Heartlanders        | Coralville, Iowa, USA                 | 2021               | Minnesota Wild       | Iowa Wild                  |                    |                    |
| Central            | Kalamazoo Wings          | Kalamazoo, Michigan, USA              | 2000               | Vancouver Canucks    | Abbotsford Canucks         |                    |                    |
| Central            | Toledo Walleye           | Toledo, Ohio, USA                     | 2009               | Detroit Red Wings    | Grand Rapids Griffins      |                    |                    |
| Mountain           | Allen Americans          | Allen, Texas, USA                     | 2009               | Utah Hockey Club     | Tucson Roadrunners         |                    |                    |
| Mountain           | Idaho Steelheads         | Boise, Idaho, USA                     | 1997               | Dallas Stars         | Texas Stars                |                    |                    |
| Mountain           | Kansas City Mavericks    | Independence, Missouri, USA           | 2017               | Seattle Kraken       | Coachella Valley Firebirds |                    |                    |
| Mountain           | Rapid City Rush          | Rapid City, South Dakota, USA         | 2008               | Calgary Flames       | Calgary Wranglers          |                    |                    |
| Mountain           | Tahoe Knight Monsters    | Stateline, Nevada, USA                | 2024               | Vegas Golden Knights | Henderson Silver Knights   |                    |                    |
| Mountain           | Tulsa Oilers             | Tulsa, Oklahoma, USA                  | 1992               | Anaheim Ducks        | San Diego Gulls            |                    |                    |
| Mountain           | Utah Grizzlies           | West Valley City, Utah, USA           | 2005               | Colorado Avalanche   | Colorado Eagles            |                    |                    |
| Mountain           | Wichita Thunder          | Wichita, Kansas, USA                  | 1992               | San Jose Sharks      | San Jose Barracuda         |                    |                    |

### Tidigare
Samtliga ishockeylag som har spelat i ECHL och är nerlagda.
| - Alaska Aces - Arkansas Riverblades - Atlantic City Boardwalk Bullies - Augusta Lynx - Bakersfield Condors - Baton Rouge Kingfish - Birmingham Bulls - Brampton Beast - Carolina Thunderbirds - Charlotte Checkers - Chesapeake Icebreakers - Chicago Express - Colorado Eagles - Columbia Inferno - Columbus Cottonmouths - Columbus Chill - Dayton Bombers - Elmira Jackals | - Erie Panthers - Evansville Icemen - Florence Pride - Fresno Falcons - Greensboro Generals - Greensboro Monarchs - Greenville Grrrowl - Greenville Road Warriors - Hampton Roads Admirals - Huntington Blizzard - Huntsville Blast - Jackson Bandits - Jacksonville Lizard Kings - Johnstown Chief - Knoxville Cherokees - Las Vegas Wranglers - Lexington Men O' War - Long Beach Ice Dogs | - Louisiana Icegators - Louisville Icehawks - Louisville Riverfrogs - Macon Whoopee - Manchester Monarchs - Miami Matadors - Mississippi Sea Wolves - Missouri Mavericks - Mobile Mysticks - Nashville Knights - New Orleans Brass - Newfoundland Growlers - Ontario Reign - Pee Dee Pride - Pensacola Ice Pilots - Peoria Rivermen - Phoenix Roadrunners - Quad City Mallards | - Raleigh Icecaps - Richmond Renegades - Roanoke Express - Roanoke Valley Rampage - Roanoke Valley Rebels - San Diego Gulls - San Francisco Bulls - Stockton Thunder - Tallahassee Tiger Sharks - Texas Wildcatters - Toledo Storm - Trenton Devils - Trenton Titans - Victoria Salmon Kings - Virginia Lancers - Winston-Salem Thunderbirds |

## Vinnare
Samtliga vinnare av ECHL:s slutspel.
| Riley Cup - 1988–1989: Carolina Thunderbirds - 1989–1990: Greensboro Monarchs - 1990–1991: Hampton Roads Admirals - 1991–1992: Hampton Roads Admirals - 1992–1993: Toledo Storm - 1993–1994: Toledo Storm - 1994–1995: Richmond Renegades - 1995–1996: Charlotte Checkers Kelly Cup - 1996–1997: South Carolina Stingrays - 1997–1998: Hampton Roads Admirals - 1998–1999: Mississippi Sea Wolves - 1999–2000: Peoria Rivermen - 2000–2001: South Carolina Stingrays - 2001–2002: Greenville Grrrowl - 2002–2003: Atlantic City Boardwalk Bullies - 2003–2004: Idaho Steelheads - 2004–2005: Trenton Titans | - 2005–2006: Alaska Aces - 2006–2007: Idaho Steelheads - 2007–2008: Cincinnati Cyclones - 2008–2009: South Carolina Stingrays - 2009–2010: Cincinnati Cyclones - 2010–2011: Alaska Aces - 2011–2012: Florida Everblades - 2012–2013: Reading Royals - 2013–2014: Alaska Aces - 2014–2015: Allen Americans - 2015–2016: Allen Americans - 2016–2017: Colorado Eagles - 2017–2018: Colorado Eagles - 2018–2019: Newfoundland Growlers - 2019–2020: Inställt på grund av covid-19-pandemin. - 2020–2021: Fort Wayne Komets - 2021–2022: Florida Everblades - 2022–2023: Florida Everblades - 2023–2024: Florida Everblades |